# Agarista sleumeri
Agarista sleumeri är en ljungväxtart som beskrevs av W.S. Judd. Agarista sleumeri ingår i släktet Agarista och familjen ljungväxter. Inga underarter finns listade i Catalogue of Life.